# 罗伯特·洛威尔

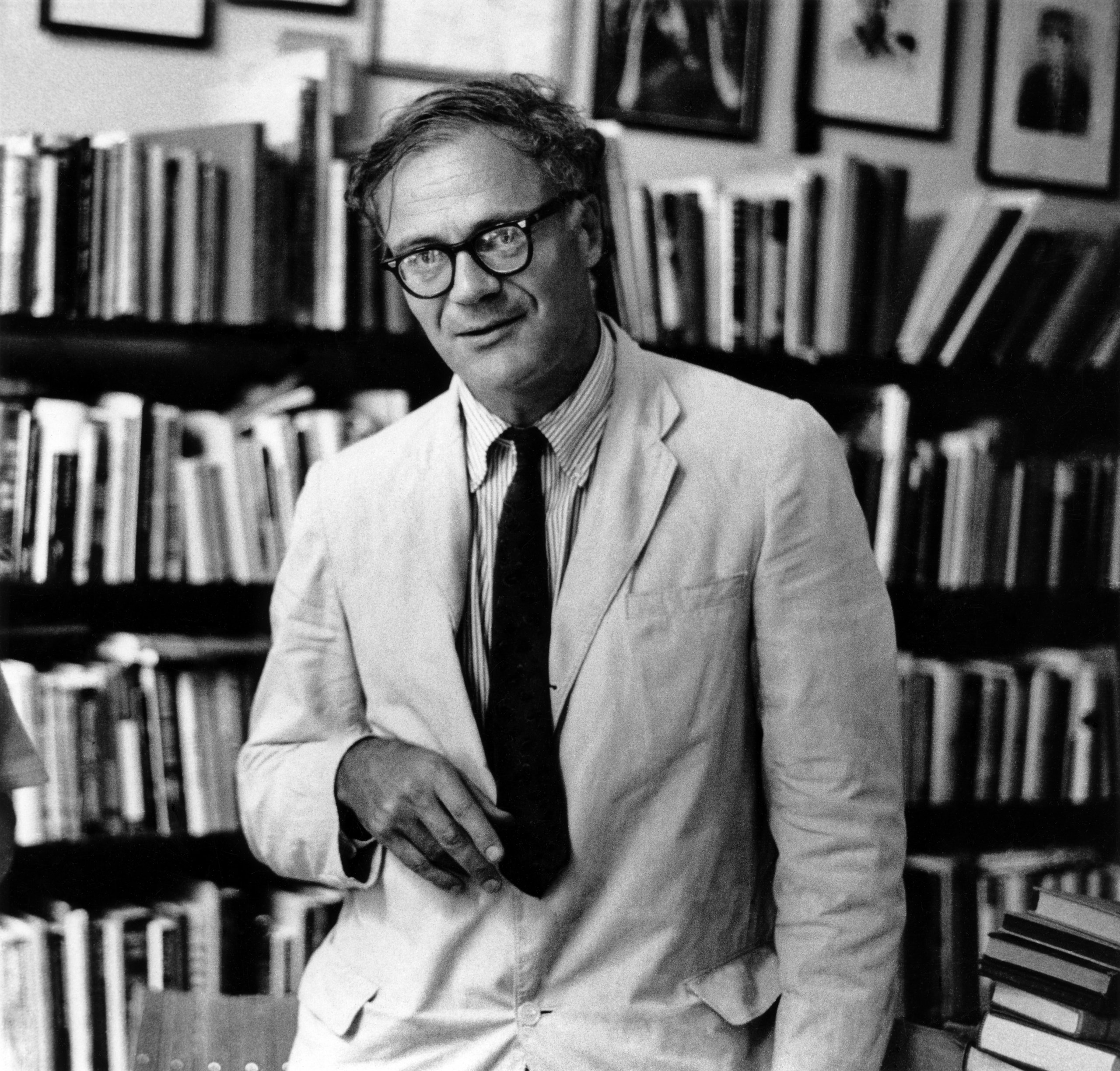
罗伯特·洛威尔

罗伯特·洛威尔（1917年3月1日—1977年9月12日）是一位美国自白诗诗人。他生于一個波士頓婆羅門家庭。他曾获得1960年美國國家圖書獎，1947年和1974年兩度获得普利策诗歌奖、1977年獲得美国国家书评人协会奖。最後因心臟病去世。